# Buccina

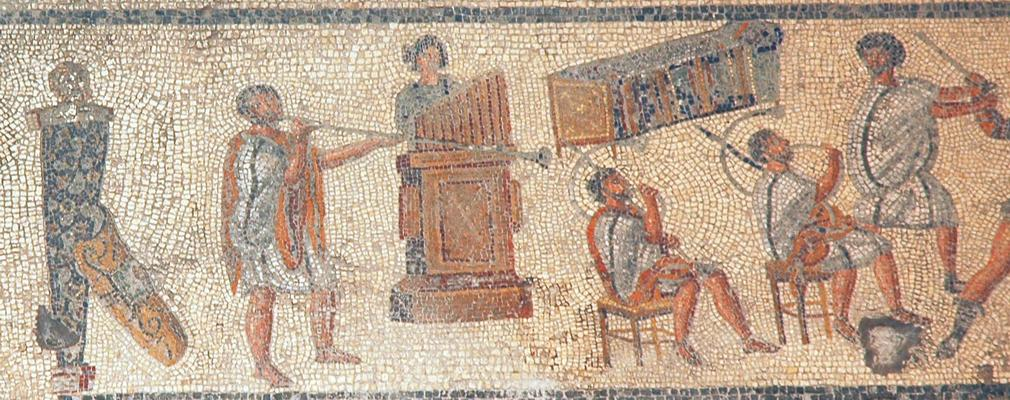
Mosaic de l'any 200 amb dos bucinatores asseguts.

Una buccina o també bucina (que es podria traduir per botzina) (en grec antic βυκάνη) és un instrument de vent en forma de corn que tocava un trompeter de l'antic exèrcit romà anomenat en llatí buccinator. L'instrument feia uns 11 o 12 peus de longitud, i el tub quedava envoltant el cos del buccinator. Aquesta trompeta assenyalava el classicum i també era el senyal pel relleu de la guàrdia de nit.
S'usava normalment dins del campament, ja que a diferència del cornu i de la tuba que s'usaven per donar ordres a les legions, tenia un so més suau. Flavi Renat Vegeci explica que:
| «                              | La música de la legió consistix en les tubae, els cornua i les buccinae. La tuba es toca per a indicar la càrrega i la retirada. Els cornua s'utilitzen només per regular els moviments dels diferents cossos. Les tubae s'usen per demanar als soldats que facin qualsevol treball. En pel moment de la batalla, les tubae i els cornua sonen junts. El classicum, que es un so particular de la buccina o del cornu, s'usa en presencia del general, o equan s'executa un soldat, per indicar que el que es fa és per la seva autoritat. La guàrdia ordinària i els llocs avançats es substitueixen sempre al so de la tuba, que també dirigeix els moviments dels soldats en missions especials i durant les maniobres. Els cornua sonen sempre que els destacaments han de mantenir-se aturats. Aquestes regles s'han d'observar puntualment en tots els exercicis per a aconseguir que els soldats estiguin llestos per obeir-les sense vacil·lar durant la batalla segons dictin les ordres del general, per a carregar o per parar, per a perseguir a l'enemic o per a retirar-se. Per tant, és necessari que si s'ha de fer bé durant el fragor de la batalla s'ha de practicar constantment durant el temps de pau. | » |
| — Epitome Rei Militaris, II, 5 | |   |

Als textos literaris romans s'anomena també buccina al corn marí que portava Tritó, un déu marí, fill de Posidó i d'Amfitrite.
No s'ha de confondre amb l'instrument medieval anomenat també botzina o anafil, que era també metàl·lic i amb pavelló cònic o en forma de copa, però amb el tub recte (no corbat).